# شهرستان رندال (تگزاس)

موقعیت شهرستان در ایالت تگزاس

رندال یکی از شهرستان‌های ایالت تگزاس می‌باشد.
این شهرستان در شمال‌غربی این ایالت است.
جمعیت این شهرستان در سال ۲۰۱۰ میلادی معادل ۱۲۰۷۲۵ نفر بود.